# Rugososchwagerina
Rugososchwagerina es un género de foraminífero bentónico de la subfamilia Pseudoschwagerinae, de la familia Schwagerinidae, de la superfamilia Fusulinoidea, del suborden Fusulinina y del orden Fusulinida. Su especie tipo es Pseudoschwagerina yabei. Su rango cronoestratigráfico abarca desde el Darvasiense hasta el Murgabiense (Pérmico superior).

## Discusión
Clasificaciones más recientes incluyen Rugososchwagerina en la superfamilia Schwagerinoidea, y en la subclase Fusulinana de la clase Fusulinata.

## Clasificación
Rugososchwagerina incluye a las siguientes especies:
- Rugososchwagerina altimurica †
- Rugososchwagerina ferganica †
- Rugososchwagerina heratica †
- Rugososchwagerina heteromorpha †
- Rugososchwagerina insolita †
- Rugososchwagerina lingula †
- Rugososchwagerina xanzensis †
- Rugososchwagerina xizangica †
- Rugososchwagerina yabei †
- Rugososchwagerina zhongguoensis †